# Филокл (флотоводец)
Филокл (? — 405 до н. э.) — афинский флотоводец.
Был избран стратегом в 406/405 году до н. э. Он описывается как демагог, который «бесчестным плутом был, да острым на язык». Афинский флот, базировавшийся на Самосе, по-видимому, был неактивным в течение года после битвы при Аргинусах, вероятно, из-за отсутствия средств для выплаты жалованья морякам. Афиняне, согласно Диодору, назначили главнокомандующим Филокла и отправили его на Самос, к Конону. В 405 году до н. э. спартанский флотоводец Лисандр двинулся к проливу Геллеспонт с целью перехвата торговых судов, идущих в Афины из Чёрного моря. Афиняне последовали за ним в Геллеспонт. Им необходимо было победить спартанский флот, так как Лисандр перерезал жизненно важный для афинян торговый путь из Чёрного моря в Эгейское.
После нескольких дней стояния Лисандр воспользовался утратой бдительности афинян и внезапно атаковал. Афинский флот был почти полностью уничтожен. Филокл был взят в плен и позднее казнён.